# Live March 2001
Albums de 16 Horsepower
Olden
(2003) Yours Truly
(2011)
Live March 2001 est le septième album du groupe de rock alternatif / folk alternatif américaine 16 Horsepower, publié le 28 mars 2008. 

## Historique
Alors que le groupe s'est séparé depuis 2005, cet album est issu d'un enregistrement public lors du concert du 23 mars 2001 à l'Ancienne Belgique de Bruxelles.

## Titres de l'album
Disque 1
| No  | Titre              | Durée |
| --- | ------------------ | ----- |
| 1.  | American Wheeze    | 4:12  |
| 2.  | I Seen What I saw  | 4:09  |
| 3.  | Wayfaring Stranger | 4:27  |
| 4.  | Cinder Alley       | 5:16  |
| 5.  | Straw Foot         | 4:29  |
| 6.  | Clogger            | 4:04  |
| 7.  | Harm's Way         | 5:19  |
| 8.  | Haw                | 4:56  |
| 9.  | Poor Mouth         | 5:34  |
| 10. | Praying Arm Lane   | 3:57  |

Disque 2
| No | Titre             | Durée |
| -- | ----------------- | ----- |
| 1. | Burning Bush      | 4:34  |
| 2. | Splinters         | 7:02  |
| 3. | Silver Saddle     | 5:38  |
| 4. | Phyllis Ruth      | 7:23  |
| 5. | 24 Hours          | 5:45  |
| 6. | Partisan          | 5:13  |
| 7. | Coal Black Horses | 4:53  |
| 8. | Dead Run          | 3:47  |

## Musiciens ayant participé à l'album
- David Eugene Edwards - chant, guitare
- Jean-Yves Tola - batterie, percussions, piano
- Pascal Humbert - basse, contrebasse, guitare
- Steven Taylor - guitare